# 千奴
千奴（1284年—1324年），元朝官员，玉耳别里伯牙吾氏。提刑按察使和尚之子。
开始担任武德將軍、江南浙西道提刑按察使。以江浙行省、行台治所都在杭州，不合适，上奏请求把行台移到建康。转任山南湖北道提刑按察使。至元二十六年（1289年），加明威将军，转任淮西江北道提刑按察使。他弹劾右丞相桑哥擅权害民。历任江北淮东道、江东建康道肃政廉访使、江西湖东、江南湖北两道廉访使。又弹劾中书平章事伯颜结党营私、徇私枉法。大德七年（1303年），担任大都路总管，兼大兴府尹，转任同佥枢密院事。上书劝谏，请在甘肃就近征戍，不要调河南、山东的蒙古军。大德十一年（1307年），元武宗即位，任命他为平章政事、左翼万户府达鲁花赤。延祐五年（1318年），以老退休，在濮上聚书万卷，延请名师教乡里子弟，处私田百亩以给养，赐名历山书院。去世后，追封卫国公，谥号景宪。